# Nonsens

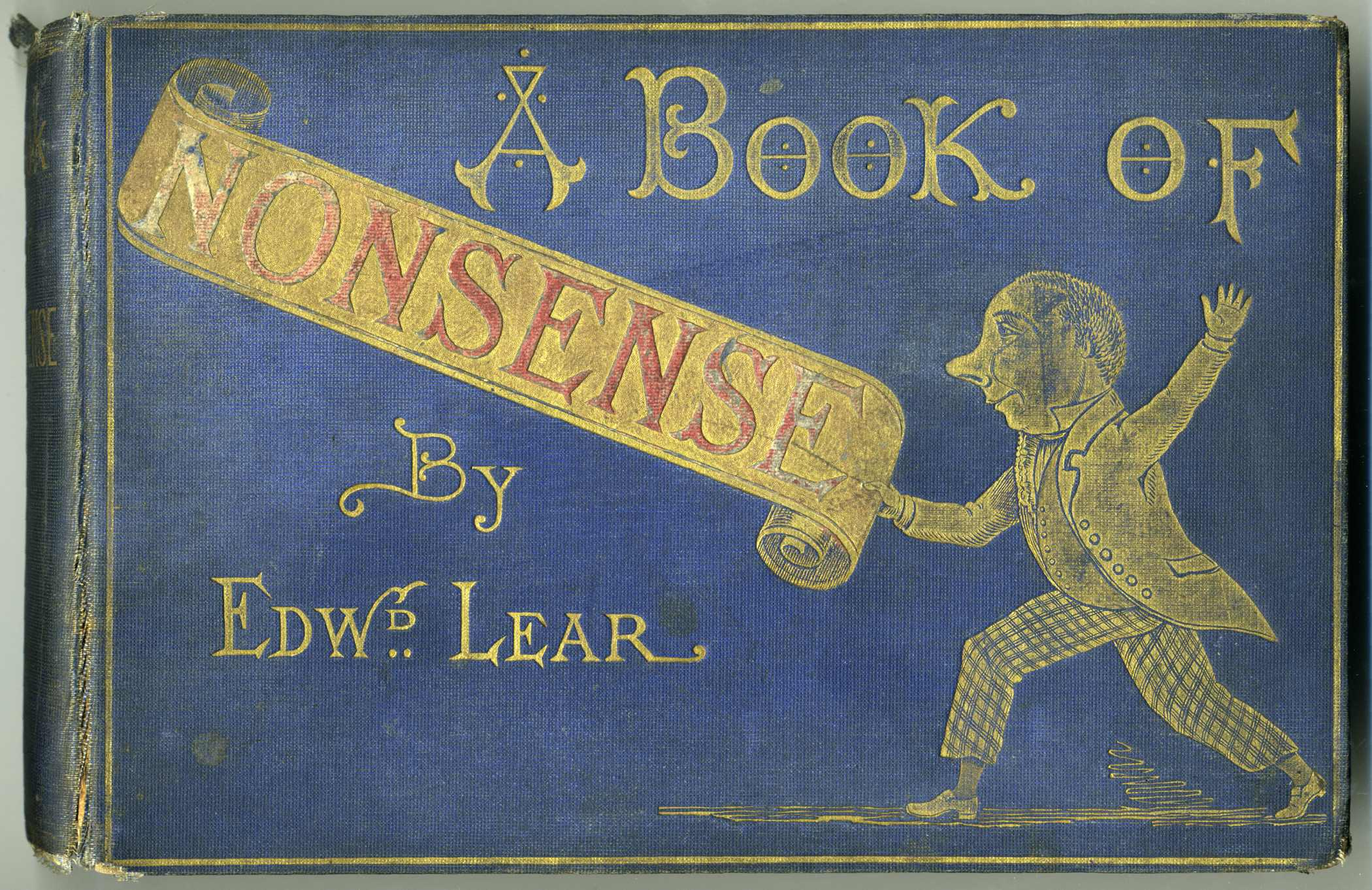
Obálka Velké knihy nesmyslů od Edwarda Leara

Nonsens (angl. nonsense, z lat. non – „ne“ a sensus – „smysl“) je vyjádření, eventuálně i děj, postrádající zcela nebo zčásti smysl, nebo obsahující zdánlivě nesmyslné prvky. Má velmi blízko k absurditě. V literatuře se nonsens prosadil jako svého druhu samostatný – vesměs humorný – žánr (tzv. nonsensová literatura) s vlastní estetikou, využívající mj. i paradoxů a groteskna. Někteří autoři na nonsensové poetice vystavěli celé texty, jako např. Lewis Carroll svou prózu Alenka v říši divů. Mezi další významné representanty nonsensu patří především Angličan Edward Lear se svými limeriky, Němec Christian Morgenstern se svou poesií, či ruský spisovatel Daniil Charms se svými povídkami; v Česku pak zejména Emanuel Frynta ve svých básničkách pro děti či Ivan Vyskočil ve svých prózách i divadelních hrách. Prvky nonsensu lze však pozorovat i v některých lidových písních či říkadlech (např. Ententýky dva špalíky, čert vyletěl z elektriky…). Dalším příkladem nonsensové literatury jsou grafické básně, kde se dává úpravě textu přednost před obsahem. Např. Obálka Velké knihy nesmyslů od Edwarda Leara.

## Představitelé
Mezi známe spisovatele nonsensové literatury patří například:
- Christian Morgenstern
- Lawrence Ferlinghetti
- Vítězslav Nezval
- Lewis Carroll
- Edward Lear